# Молбаза
Молбаза́ (каз. Молбаза) — село в Бурабайском районе Акмолинской области Казахстана. Входит в состав Зеленоборского сельского округа. Код КАТО — 117049200.

## География
Село расположено в северной части района, на расстоянии примерно 17 километров (по прямой) к северу от административного центра района — города Щучинск, в 2 километрах к юго-западу от административного центра сельского округа — села Зелёный Бор.
Абсолютная высота — 320 метров над уровнем моря.
Ближайшие населённые пункты: посёлок Бурабай — на западе, село Зелёный Бор — на северо-востоке.

## Население
В 1989 году население села составляло 149 человек (из них казахи — 38%, русские — 34%).
В 1999 году население села составляло 158 человек (80 мужчин и 78 женщин). По данным переписи 2009 года, в селе проживало 129 человек (61 мужчина и 68 женщин).
| Численность населения | Численность населения | Численность населения |
| 1989                  | 1999                  | 2009                  |
| --------------------- | --------------------- | --------------------- |
| 149                   | ↗158                  | ↘129                  |

## Улицы[4]
- ул. 1-я звездная
- ул. 2-я звездная
- ул. 2-я линия
- ул. 3-яя звездная
- ул. 3-яя линия
- ул. 4-я звездная
- ул. 4-я линия
- ул. 6-я линия
- ул. 7-я линия
- ул. Жастар